# Clastoptera compta
Clastoptera compta är en insektsart som beskrevs av Fowler 1897. Clastoptera compta ingår i släktet Clastoptera och familjen Clastopteridae. Inga underarter finns listade i Catalogue of Life.